# Андский Христос
Памятник Христу Искупителю был воздвигнут 13 марта 1904 года на перевале Бермехо в Андах — на линии границы между Аргентиной и Чили. Открытие памятника ознаменовало праздник мирного урегулирования конфликта из-за спора о границе между двумя странами, стоявшими на грани войны.

## История

### Создание
В начале XX века папа Лев XIII направил ряд энциклик с просьбой о мире, согласии и преданности Христу Искупителю. Учитывая эту просьбу и озаботившись возможностью военного конфликта между Аргентиной и Чили из-за противоречий по вопросу о границе, епископ региона Куйо Марселино дель Кармен Бенавенте публично обещал соорудить статую Христу Искупителю, которая будет напоминать о его завете соблюдать мир. Статуя высотой в 7 метров была выполнена скульптором Матео Алонсо (исп., родился в 1878 году в Буэнос-Айресе) и некоторое время хранилась на выставке в патио школы Лакордер (исп. Lacordaire) в Буэнос-Айресе.
В эту школу прибыла Ассоциация христианских матерей, президентом которой была Анхела де Оливейра Сесар де Коста. Она считала, что было бы правильнее установить статую в Андах, на границе, разделяющей две страны, в случае, если они подпишут мирное соглашение. Таким образом, статуя стала бы символом союза двух наций. Анхела переживала из-за возможности конфликта, в том числе потому что её брат, который был генералом, находился в горах, где вёл подготовку к казавшейся неизбежной войне. С её помощью (она была знакома с президентом Аргентины Хулио Аргентино Рока) удалось привлечь интерес правительств обеих стран к проекту.
В мае 1902 года Аргентина и Чили подписали мирное соглашение, ставшее известным как «Майские пакты». Анхела начала мобилизовать силы, чтобы получить средства для сбора подписей, и вместе с епископом Бенавенте попросила перевезти статую в провинцию Мендоса, чтобы установить её на тропе, по которой в 1817 году генерал Сан-Мартин вёл освободительную армию, на границе между двумя странами.
В 1904 году бронзовые части статуи погрузили на поезд и перевезли через 1200 км до аргентинского посёлка Лас-Куэвас, а потом с помощью мулов подняли на вершину горы на 3854 метра над уровнем моря. 15 февраля 1904 года под управлением инженера Конти была завершёна постройка гранитного пьедестала (проект Молина Сивита). В строительстве участвовало около ста рабочих. Скульптор Матео Алонсо руководил работами по сборке частей статуи. Фигура Христа была установлена так, чтобы она смотрела вдоль границы. Христос стоит на земном полушарии, его левая рука держит крест, а правой он словно даёт благословение. Высота статуи достигает почти 7 метров. Гранитный пьедестал весом в 4 тонны достигает высоты 6 метров.

### Открытие
13 марта 1904 года три тысячи чилийцев и аргентинцев пришли на открытие памятника, несмотря на то, что он находился в пустынной местности. Также прибыли армии двух стран, которые ещё недавно собирались воевать друг против друга. Вместе они произвели торжественный залп. Президенты Хулио Аргентино Рока и Херман Риеско не смогли присутствовать на церемонии и прислали министров иностранных дел: Раймундо Сильва Круса (от Чили) и Хосе Антонио Терри (от Аргентины). Открытие памятника посетили архиепископ Буэнос-Айреса Мариано Антонио Эспиноса, епископы Марселино дель Кармен Бенавенте и Рамон Анхел Хара из Анкуда.
На пышной церемонии, во время которой не было недостатка в шампанском, были открыты несколько памятных досок: одну из них подарила Аргентина, другую — рабочие Буэнос-Айреса. Автор первой — скульптор Алонсо, она была изготовлена в военных мастерских Аргентины. Доска представляет собой открытую книгу, на каждом из листов которой нарисована женщина, символизирующая Аргентину и Чили. Надпись на латинском языке гласит: «Ipse est pax nostra qui fecit utraque unum» («Ибо Он есть мир наш, соделавший из обоих одно», Еф. 2:14, Вульгата).

### Последующие события

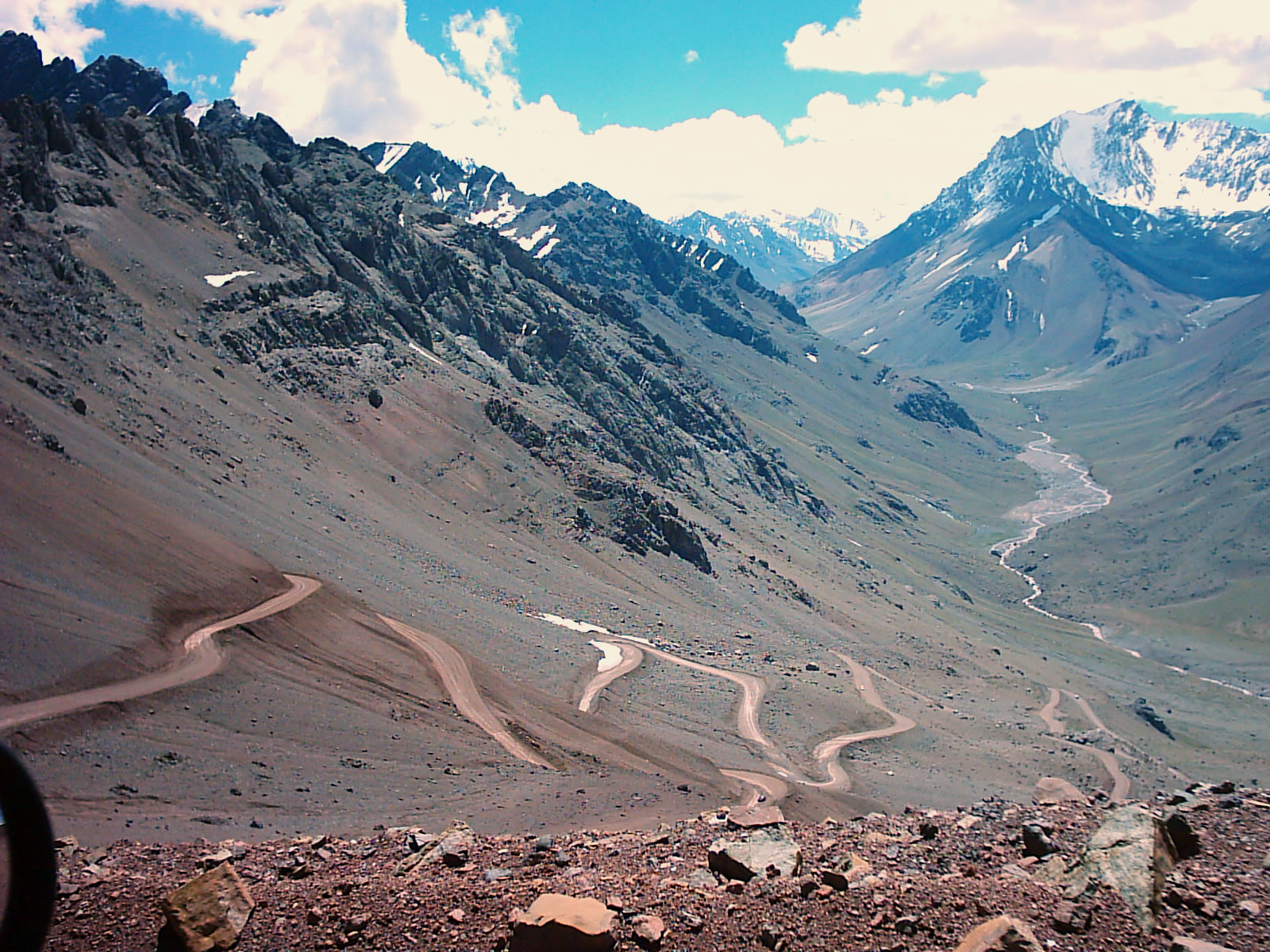
Дорога, ведущая к Андскому Христу (Аргентинская сторона)

Несколько лет спустя суровая непогода разрушила крест Христа. Его отреставрировали в 1916 году, используя бронзу, которая предназначалась для отливки памятных медалей, посвящённых событию 1904 года.
Было открыто несколько памятных досок. На одной из них (открыта 17 января 1937 года) выбита фраза, произнесённая епископом Рамоном Анхелем Харой во время открытия памятника: «Скорее разрушатся эти горы, чем аргентинцы и чилийцы нарушат мир, которому присягнули у ног Христа Искупителя».
В 1993 году из-за климата и сейсмической активности, повредивших участок, устойчивость памятника была нарушена. Правительство Мендосы выделило средства для ремонта памятника и двух находящихся поблизости зданий, которые иногда использовались как метеорологические станции.
13 марта 2004 года президент Аргентины Нестор Киршнер и его чилийский коллега Рикардо Лагос встретились рядом с памятником, чтобы отметить столетие со дня его открытия.
Анхела де Оливейра Сесар де Коста после установки памятника создала Ассоциацию мира в Южной Америке. Также она написала книгу «Андский Христос» (исп. El Cristo de los Andes), стала кандидатом на Нобелевскую премию мира, а когда началась Первая мировая война, собирала подписи, чтобы просить президента США прекратить огонь. Умерла в 83 года в Буэнос-Айресе, её могила находится на кладбище в квартале Оливос.